# Wojciech Smarzowski
Wojciech Smarzowski, Wojtek Smarzowski (ur. 18 stycznia 1963 w Korczynie) – polski reżyser filmowy i teatralny, scenarzysta oraz operator filmowy, kawaler Orderu Odrodzenia Polski.
Popularność zdobył przede wszystkim dzięki drastycznym filmom takim jak Wesele (2004), Dom zły (2009), Róża (2011), Wołyń (2016), w których punktował przywary polskiej prowincji oraz relacje historyczne pomiędzy Polakami a Mazurami (Róża) oraz Ukraińcami (Wołyń). Wielokrotny laureat Orłów za najlepszą reżyserię (2005, 2010, 2012, 2017), odbiorca nagrody FIPRESCI za film Kler (2018) na Transilvania International Film Festival w Klużu-Napoce.

## Życiorys

### Młodość i wykształcenie
Jego rodzina została w 1944 przesiedlona z obszaru Kresów Wschodnich. Wychowywał się w Jedliczu, gdzie uczęszczał do szkoły podstawowej i liceum. W młodości trenował piłkę nożną w klubie Nafta Jedlicze. Interesował się też fotografią.
Studiował filmoznawstwo na Uniwersytecie Jagiellońskim, a w 1986 roku rozpoczął studia na Wydziale Operatorskim Państwowej Wyższej Szkoły Filmowej, Telewizyjnej i Teatralnej w Łodzi, ukończone w 1990 roku. Ze względu na szczególny okres transformacji ustrojowej i deprecjację roli sztuki filmowej w życiu społecznym Smarzowski wspominał studia źle. Początkowo zajmował się filmem dokumentalnym, reklamowym i teledyskami. Teledysk do singla grupy Myslovitz „To nie był film” został nagrodzony Fryderykiem za rok 1998.

### Kariera filmowa
W 1998 roku Smarzowski nakręcił swój pierwszy film pełnometrażowy, Małżowinę (1998). Bohater filmu (Marcin Świetlicki) wynajmuje mieszkanie, by w spokoju napisać własną książkę, jednak jego izolacja wcale nie sprzyja wenie twórczej. Film nie miał premiery kinowej, albowiem odpowiedzialna za jego produkcję Telewizja Polska traktowała Małżowinę jako kameralny spektakl Teatru Telewizji. W 2000 roku Smarzowski napisał scenariusz do Sezonu na leszcza w reżyserii Bogusława Lindy, rok później wyreżyserował kolejny spektakl Teatru Telewizji Kuracja (2001). Obawiając się, że nie stworzy własnego debiutu za pieniądze państwowe, zdecydował się na zaplanowanie „filmu offowego”.
Wesele (2004), które zaistniało w obiegu międzynarodowym za sprawą Stefana Laudyna, jest satyrą na polską prowincję, gdzie za pieniądze ogrodnika (Marian Dziędziel) nękanego przez mafię organizuje się przaśne wesele. Krytycy początkowo byli sceptyczni wobec filmu; przykładowo Katarzyna Jabłońska z „Więzi” pisała, że „obraz Polski, który w nim przedstawiono, ma rzeczywiście siłę rażenia, jest jednak nie tylko przerysowany – to zresztą świadomy zabieg twórczy – ale i nieprawdziwy”. Wesele otrzymało jednak między innymi nagrodę jury młodzieżowego na Międzynarodowym Festiwalu Filmowym w Locarno, Wyróżnienie Specjalne Jury na MFF w Karlowych Warach oraz Nagrodę Dziennikarzy na Festiwalu Polskich Filmów Fabularnych.
Kolejny film reżysera, osadzony w realiach późnej Polskiej Rzeczypospolitej Ludowej Dom zły (2009), traktował o zootechniku i wdowcu (Arkadiusz Jakubik), który w drodze do PGR-u zatrzymuje się u bimbrownika (Dziędziel). Nad ranem dochodzi do tragedii, a zootechnik zostaje aresztowany przez Milicję Obywatelską i wplątany w ukartowane śledztwo. Tadeusz Sobolewski z „Gazety Wyborczej” pisał, iż „zaszczytne porównanie Domu złego Wojciecha Smarzowskiego do Fargo braci Coen wydaje się bardzo na miejscu […] Podobna jest estetyka zła, »luksus obrzydzenia«, na jaki pozwalają sobie autorzy”. Za Dom zły Smarzowski otrzymał nagrodę za scenariusz (wespół z Łukaszem Kośmickim) oraz reżyserię na Festiwalu Polskich Filmów Fabularnych.
Róża (2011), której scenarzystą był Michał Szczerbic, stanowi próbę rozrachunku z okresem tuż po II wojnie światowej. Bohaterem filmu jest były powstaniec warszawski (Marcin Dorociński), który opiekuje się nękaną przez sowieckich żołnierzy, tytułową owdowiałą Mazurką (Agata Kulesza). „Tak tworzy się historia, raniąca zawsze najsłabszych, najbardziej bezbronnych. Róża pokazuje tę potworność historii, nie oszczędzając w najmniejszym stopniu widza” – pisał Zdzisław Pietrasik dla „Polityki”. Pomimo wielkiego sukcesu festiwalowego w Polsce (7 Orłów, w tym nagroda dla Smarzowskiego za reżyserię; Grand Prix Warszawskiego Festiwalu Filmowego), Róża została jednak zignorowana przez krytykę międzynarodową.
Następne dwa filmy Smarzowskiego toczyły się już w czasach współczesnych. Drogówka (2012) skupiała się na losach policjanta (Bartłomiej Topa), który zostaje wplątany w spisek kolegów przeciwko niemu. Film był sukcesem kasowym, jednak część krytyków odbierała go sceptycznie. Jakub Popielecki z portalu Filmweb pisał: „Nieustanne czarnowidztwo i powtarzanie, że »tutaj jest jak jest« odbiera filmowi reżysera dynamikę, element myślowej prowokacji. Mówiąc wciąż to samo, przestaje on mówić cokolwiek”. Podobnie umiarkowany był odbiór Pod Mocnym Aniołem (2013) na podstawie prozy Jerzego Pilcha, z Robertem Więckiewiczem w pierwszoplanowej roli alkoholika. Marta Michalska z „Kultury Liberalnej” twierdziła, że: „Pochwała kunsztu idzie w parze z zarzutami pustej grafomanii. A laudacja nowatorstwa i odwagi – z opiniami o sadystycznej błazenadzie”.
Do roztrząsania historii Polski reżyser wrócił w filmie Wołyń (2016), drastycznym studium przyczyn i następstw rzezi wołyńskiej, ludobójstwa Polaków dokonanego przez Ukraińców w latach 1943–1944. Nagrodzony 9 Orłami (w tym dla Smarzowskiego za reżyserię) Wołyń wzbudził spolaryzowaną reakcję. Jakkolwiek większość ocen filmu w Polsce była pozytywna (na przykład Marek Kozubal pisał dla „Rzeczpospolitej” o Wołyniu jako filmie „przełomowym i do bólu prawdziwym”), pojawiały się zarzuty, iż „fascynacja rzeziami z przeszłości, nie jako pamięć o ofiarach, ale rekonstrukcja, w 2016 roku ma w sobie coś niesmacznego” („Kultura Liberalna”).
Następne dwa filmy pełnometrażowe Smarzowskiego stanowiły powrót do współczesności. Kler (2018), traktujący o trzech księżach katolickich (Jakubik, Więckiewicz, Jacek Braciak) naruszających obyczajność, wpisywał się w ówczesną dyskusję dotyczącą skandali pedofilskich oraz protestów antykościelnych. Kler był krytykowany za jednostronne przedstawienie duchowieństwa, ale też przeinaczenia historyczne; zdaniem księdza Andrzeja Lutra Kler sugeruje, że sojusz Kościoła katolickiego z opozycją antykomunistyczną z czasów stanu wojennego „skutkuje dzisiejszą skorumpowaną symbiozą władzy prawicowej i Kościoła”. Wesele (2021) – drastyczniejsza wariacja na temat filmu Smarzowskiego z 2004 roku – było odbierane już negatywnie, zarówno przez lewicę („w dwie godziny ukiszono w Weselu całe kilkanaście lat publicystyki »Gazety Wyborczej«”), jak i prawicę („[reżyser] przedstawił nas wszystkich bardziej pogardliwie niż reżyserzy filmowi Josepha Goebbelsa”).

## Życie prywatne
Ma dwójkę dzieci. Zadeklarował się jako ateista.

## Styl filmowy
Rafał Christ z portalu Spider’s Web następująco podsumowywał twórczość reżysera:
Wojciech Smarzowski to twórca niepokorny, który od początku swojej kariery nie ma litości dla Polski i Polaków. Bezpardonowo punktuje nasze narodowe przywary i nie boi się podejmować kontrowersyjnych tematów, przez co jego filmy często stają się obiektem burzliwych dyskusji tak społecznych, jak i politycznych.
Michał Piepiórka pisał, że „Smarzowski ukazuje ludzi w skrajnych sytuacjach, zamyka ich w matni, z której nie ma wyjścia. Zagęszcza na ekranie rzeczywistość, w której jest i absurd, i czarny humor”. Zdaniem Piepiórki reżyser operuje groteską i hiperbolą przy portretowaniu swych bohaterów. W konsekwencji kino Smarzowskiego „jest ekstremalne – mocne jak alkohol, który piją jego bohaterowie”.
Twórczość Smarzowskiego była interpretowana w kategoriach postpamięci i kondycji postkolonialnej. Interpretacje takie pojawiały się często w artykułach o orientacji konserwatywnej; przykładowo, Dariusz Skórczewski stawiał dzieła Smarzowskiego w opozycji do hollywoodzkich antyutopii przesyconych „marksistowską ideologią”, a Łukasz Jasina na łamach „Rzeczpospolitej” przekonywał, że Wołyń reżysera nawiązuje do tradycji brytyjskiego kina postkolonialnego. Postkolonialne odczytania twórczości Smarzowskiego zdarzały się jednak także w artykułach o orientacji feministycznej, gdzie były nawet rozstrzygane na niekorzyść reżysera. Magdalena Podsiadło zwracała uwagę, że choć Smarzowski kwestionował w Wołyniu „fantazmat o multikulturowej arkadii” z literatury kresowej, reżyser wciąż odwoływał się do motywów „tradycyjnego ładu i katastrofy oraz przewagi cywilizacyjnej Polaków nad Ukraińcami”, typowych dla tożsamości kresowej Polski.
Sebastian Smoliński klasyfikował Smarzowskiego – obok Władysława Pasikowskiego – do reżyserów czyniących swym znakiem rozpoznawczym „fabrykowanie okrucieństwa”. Zdaniem Smolińskiego Smarzowski był współodpowiedzialny za wprowadzenie do polskiej kinematografii „nieznanego wcześniej poziomu brutalności, odpowiadając […] na rzekome zapotrzebowanie na przemoc ze strony widowni”. Paulina Gorlewska diagnozowała kino Smarzowskiego jako przepełnione elitaryzmem, albowiem „reżyser pozycjonuje siebie gdzieś ponad tą brudną, brzydką i niemoralną wspólnotą (czy stąd to tradycyjne zakończenie każdego filmu: odjazd kamery i spojrzenie z dystansu?)” Gorlewska stwierdzała, że Smarzowski nie potrafi „zaproponować żadnego pozytywnego projektu; czegoś, co byłoby wartościową alternatywą wobec odsądzanej od czci i wiary rzeczywistości”. Marcin Stachowicz twierdził, że „polskość Smarzowskiego praktycznie nigdy nie przekracza granic prowincjonalności […] rozumianej w kategoriach lokalnej geografii”, a filmy reżysera epatują podskórną „pogardą klasową” wobec polskiej prowincji.

### Rozpoznawalność
Pomimo licznych nagród zdobytych przez Smarzowskiego w Polsce, reżyser pozostaje mało znanym twórcą za granicą. Jego filmy rzadko są pokazywane na najważniejszych festiwalach filmowych, nigdy też nie były polskim kandydatem do Oscarów. Paulina Duda zauważa, że brak dzieł Smarzowskiego w szerszym obiegu międzynarodowym wynika z nieoczywistości tematyczno-gatunkowej jego filmów (oscylowania między kinem autorskim a komercyjnym), jak również z polityki wewnętrznej polskich komisji festiwalowych i oskarowych, które pomijają filmy Smarzowskiego ze względu na ich „zbytnią polskość”. Autorka pisze, że kontrowersje wobec polskich nominacji do Oscara wzbudziła szczególnie nominacja filmu Agnieszki Holland Pokot zamiast Wołynia Smarzowskiego w 2017 roku. Podobnie było z Różą, która przegrała z filmem Jerzego Skolimowskiego Essential Killing w walce o główną nagrodę na Festiwalu Polskich Filmów Fabularnych.

## Filmografia

### Filmy kinowe
Reżyseria
- Wesele (2004)
- Dom zły (2009)
- Róża (2011)
- Drogówka (2012)
- Pod Mocnym Aniołem (2014)
- Wołyń (2016)
- Kler (2018)
- Wesele (2021)
- Dom dobry sen zły (2025)

Scenariusz
- Sezon na leszcza (2000)
- Wesele (2004)
- Dom zły (2009)
- Drogówka (2012)
- Pod Mocnym Aniołem (2014)
- Wołyń (2016)
- Kler (2018)
- Wesele (2021)
- Dom dobry sen zły (2025)

Zdjęcia
- Psy totalitaryzmu (1996)

Współpraca operatorska
- Skarga (1991)[36]

### Produkcje telewizyjne
- Małżowina (1998), reżyseria, scenariusz – Teatr Telewizji TVP
- Kuracja (2001), adaptacja, reżyseria – Teatr Telewizji TVP
- Na Wspólnej (2003–2008) (odcinki: 26-30, 47-51, 67-71, 82-86, 97-101, 162-166, 192-196, 212-216, 237-241, 252-256, 277-281, 311-315, 336-340, 361-365, 391-395, 441-445, 466-470, 706-710, 791-795, 811-815, 856-860, 876-880, 911-915, 931-935, 976-980)
- Klucz (2004), reżyseria – Teatr Telewizji TVP
- Cztery kawałki tortu (2006), adaptacja, reżyseria – Teatr Telewizji TVP
- BrzydUla (2008) (odcinki: 1-20, 61-65)
- Londyńczycy 2 (2009) (odcinki: 9-16)
- Ksiądz (2017)[37]

## Film o Smarzowskim
Podczas powstawania filmu Pod Mocnym Aniołem kręcono film dokumentalny Pod Mocnym Smarzolem, którego reżyserem był Adam Lewandowski, a współscenarzystą i producentem Jacek Rzehak (także producent Pod Mocnym Aniołem i Kleru).

## Współpraca z aktorami
Reżyser często współpracuje przy kolejnych filmach z tymi samymi aktorami, przewijającymi się choćby w epizodycznych scenach lub na drugim planie. Poniżej lista osób pojawiających się co najmniej trzykrotnie w jego produkcjach:
| Aktor                      | Kuracja | Małżowina | Wesele (2004) | Dom zły | Róża | Drogówka | Pod Mocnym Aniołem | Wołyń | Kler | Wesele (2021) |
| -------------------------- | ------- | --------- | ------------- | ------- | ---- | -------- | ------------------ | ----- | ---- | ------------- |
| Marian Dziędziel           | T       | T         | T             | T       | T    | T        | T                  |       |      |               |
| Arkadiusz Jakubik          | T       | T         | T             | T       |      | T        | T                  | T     | T    | T             |
| Robert Wabich              | T       |           | T             | T       | T    | T        | T                  |       | T    | T             |
| Lech Dyblik                | T       |           | T             | T       | T    | T        | T                  | T     |      |               |
| Bartłomiej Topa            | T       |           | T             | T       |      | T        | T                  |       | T    |               |
| Andrzej Zaborski           |         |           | T             |         | T    | T        |                    |       |      |               |
| Jerzy Rogalski             |         |           | T             | T       | T    |          |                    | T     |      |               |
| Marcin Dorociński          |         |           |               |         | T    | T        | T                  |       |      |               |
| Robert Więckiewicz         |         |           |               | T       |      |          | T                  |       | T    | T             |
| Eryk Lubos                 |         |           |               | T       | T    | T        | T                  | T     |      |               |
| Agata Kulesza              |         |           |               |         | T    | T        | T                  |       |      | T             |
| Kinga Preis                |         |           |               | T       | T    |          | T                  |       |      |               |
| Jacek Braciak              |         |           |               |         | T    | T        | T                  | T     | T    |               |
| Krystyna Rutkowska-Ulewicz | T       | T         | T             |         |      | T        |                    |       |      |               |
| Izabela Kuna               |         |           |               |         |      | T        | T                  | T     | T    |               |

## Nagrody

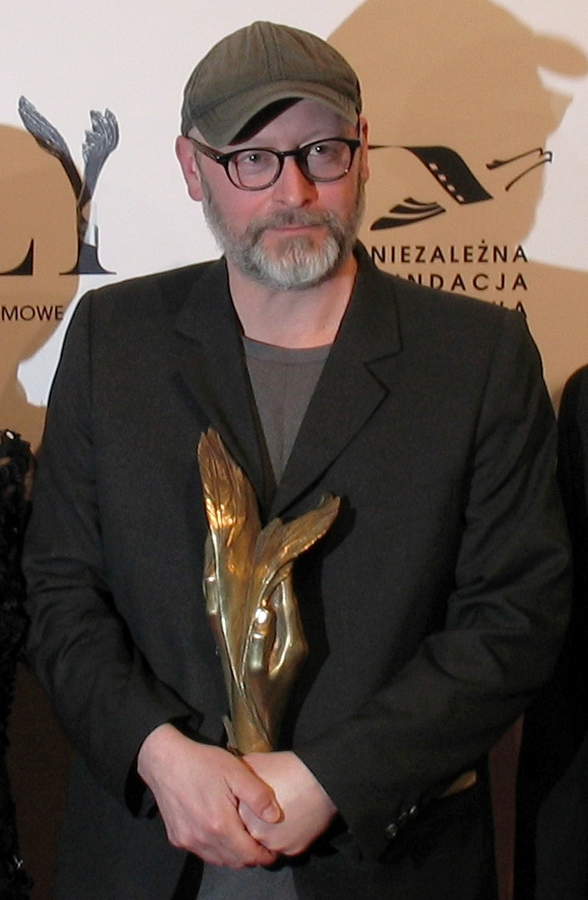
Wojciech Smarzowski podczas 14. ceremonii wręczenia Orłów w Warszawie (2012)

| Rok  | Film                                 | Festiwal/instytucja                                                      | Nagroda                                                                                      |
| ---- | ------------------------------------ | ------------------------------------------------------------------------ | -------------------------------------------------------------------------------------------- |
| 1999 | To nie był film (teledysk Myslovitz) | Związek Producentów Audio-Video                                          | Fryderyk                                                                                     |
| 1999 | Małżowina                            | Koszaliński Festiwal Debiutów Filmowych „Młodzi i Film”                  | Nagroda Specjalna Jury                                                                       |
| 2002 | Kuracja                              | Festiwal Teatru Polskiego Radia i Teatru Telewizji Polskiej „Dwa Teatry” | Grand Prix za adaptację i reżyserię                                                          |
| 2002 | Kuracja                              | Międzynarodowy Festiwal Telewizyjny w Płowdiwie                          | Nagroda Specjalna Jury                                                                       |
| 2002 | Kuracja                              | Ogólnopolski Festiwal Sztuki Reżyserskiej „Interpretacje”                | Laur Konrada                                                                                 |
| 2004 | Wesele                               | Polska Akademia Filmowa                                                  | Orzeł za najlepszy film                                                                      |
| 2004 | Wesele                               | Polska Akademia Filmowa                                                  | Orzeł za najlepszą reżyserię                                                                 |
| 2004 | Wesele                               | Polska Akademia Filmowa                                                  | Orzeł za najlepszy scenariusz                                                                |
| 2004 | Wesele                               | Polska Akademia Filmowa                                                  | Orzeł – Nagroda Publiczności                                                                 |
| 2004 | Wesele                               | Festiwal Młodego Kina Wschodnioeuropejskiego                             | Wyróżnienie                                                                                  |
| 2004 | Wesele                               | Międzynarodowy Festiwal Filmowy w Locarno                                | Wyróżnienie jury młodzieżowego                                                               |
| 2004 | Wesele                               | Warszawski Festiwal Filmowy                                              | Nagroda HBO za scenariusz                                                                    |
| 2005 | Wesele                               | Festiwal Polskich Filmów Fabularnych                                     | Nagroda Dziennikarzy                                                                         |
| 2005 | Wesele                               | Festiwal Polskich Filmów Fabularnych                                     | Nagroda Prezesa Zarządu Telewizji Polskiej                                                   |
| 2005 | Wesele                               | Festiwal Polskich Filmów Fabularnych                                     | Nagroda Rady Programowej TVP                                                                 |
| 2005 | Wesele                               | Festiwal Polskich Filmów Fabularnych                                     | Nagroda Specjalna Jury                                                                       |
| 2005 | Wesele                               | Festiwal Polskich Filmów Fabularnych                                     | Nagroda Stowarzyszenia Filmowców Polskich                                                    |
| 2005 | Wesele                               | Międzynarodowy Festiwal Filmowy w Karlowych Warach                       | Wyróżnienie Specjalne Jury Konkursu „East of The West”                                       |
| 2005 | Wesele                               | Ogólnopolski Festiwal Filmów Komediowych w Lubomierzu                    | Złoty Granat                                                                                 |
| 2005 | Wesele                               | Tygodnik „Polityka”                                                      | Paszport „Polityki”                                                                          |
| 2005 | Wesele                               | Festiwal Filmowy i Artystyczny „Lato Filmów” w Toruniu                   | Nagroda Dziennikarzy                                                                         |
| 2005 | Wesele                               | Festiwal Filmowy i Artystyczny „Lato Filmów” w Toruniu                   | Wyróżnienie w konkursie na film z najlepszym scenariuszem                                    |
| 2009 | Dom zły                              | Festiwal Polskich Filmów Fabularnych                                     | Nagroda za reżyserię                                                                         |
| 2009 | Dom zły                              | Festiwal Polskich Filmów Fabularnych                                     | Nagroda za scenariusz                                                                        |
| 2009 | Dom zły                              | Warszawski Festiwal Filmowy                                              | Nagroda Publiczności                                                                         |
| 2010 | Dom zły                              | Polska Akademia Filmowa                                                  | Nagroda Publiczności                                                                         |
| 2010 | Dom zły                              | Polska Akademia Filmowa                                                  | Orzeł za najlepszą reżyserię                                                                 |
| 2010 | Dom zły                              | Tarnowska Nagroda Filmowa                                                | Grand Prix                                                                                   |
| 2010 | Dom zły                              | Międzynarodowy Festiwal Filmowy „Tofifest”                               | Złoty Anioł dla najlepszego filmu polskiego                                                  |
| 2010 | Dom zły                              | Koło Piśmiennictwa Filmowego Stowarzyszenia Filmowców Polskich           | Złota Taśma za film polski                                                                   |
| 2010 | Dom zły                              | „Film”                                                                   | Złota Kaczka                                                                                 |
| 2011 | Róża                                 | Festiwal Polskich Filmów Fabularnych                                     | Nagroda Dziennikarzy                                                                         |
| 2011 | Róża                                 | Festiwal Polskich Filmów Fabularnych                                     | Don Kichot, Nagroda Polskiej Federacji Dyskusyjnych Klubów Filmowych                         |
| 2011 | Róża                                 | Festiwal Polskich Filmów Fabularnych                                     | Nagroda Festiwali i Przeglądów Filmu Polskiego za Granicą                                    |
| 2011 | Róża                                 | Festiwal Polskich Filmów Fabularnych                                     | Złoty Klakier                                                                                |
| 2011 | Róża                                 | Festiwal Filmu Polskiego w Ameryce                                       | Nagroda Specjalna Jury                                                                       |
| 2011 | Róża                                 | Black Nights Film Festival w Tallinnie                                   | Wyróżnienie Specjalne Jury                                                                   |
| 2011 | Róża                                 | Warszawski Festiwal Filmowy                                              | Nagroda Publiczności                                                                         |
| 2011 | Róża                                 | Warszawski Festiwal Filmowy                                              | Grand Prix                                                                                   |
| 2012 | Róża                                 | Polska Akademia Filmowa                                                  | Nagroda Publiczności                                                                         |
| 2012 | Róża                                 | Polska Akademia Filmowa                                                  | Orzeł za najlepszą reżyserię                                                                 |
| 2012 | Róża                                 | Polska Akademia Filmowa                                                  | Orzeł za najlepszy film                                                                      |
| 2012 | Róża                                 | Międzynarodowy Festiwal Filmowy w Bediańsku                              | Nagroda za reżyserię                                                                         |
| 2012 | Róża                                 | Międzynarodowy Festiwal Filmowy w Kairze                                 | Nagroda Główna The Tahrir Square Prize w konkursie Human Rights                              |
| 2012 | Róża                                 | Lubuskie Lato Filmowe                                                    | Złote Grono                                                                                  |
| 2012 | Róża                                 | Festiwal Filmów Europy Środkowej MECEFF w Mediaszu                       | Nagroda Główna „Mediensis” dla najlepszego filmu                                             |
| 2012 | Róża                                 | Instytut Spraw Publicznych                                               | Nagroda im. Jerzego Zimowskiego                                                              |
| 2012 | Róża                                 | Międzynarodowy Festiwal Filmowy w Ourence                                | Grand Prix                                                                                   |
| 2012 | Róża                                 | Tarnowska Nagroda Filmowa                                                | Nagroda Publiczności                                                                         |
| 2012 | Róża                                 | Tarnowska Nagroda Filmowa                                                | Grand Prix                                                                                   |
| 2012 | Róża                                 | Festiwal Polskich Filmów „Ekran” w Toronto                               | Nagroda dla najlepszego filmu                                                                |
| 2012 | Róża                                 | Międzynarodowy Festiwal Filmowy „EuropaCinema” w Viareggio               | Nagroda Główna                                                                               |
| 2012 | Róża                                 | Międzynarodowy Festiwal Filmowy „EuropaCinema” w Viareggio               | Nagroda Publiczności                                                                         |
| 2012 | Róża                                 | Międzynarodowy Festiwal Filmów Historycznych i Wojskowych w Warszawie    | Grand Prix Złota Szabla                                                                      |
| 2012 | Róża                                 | Ogólnopolski Festiwal Sztuki Filmowej „Prowincjonalia”                   | Grand Prix Jańcio Wodnik za najlepszy film fabularny                                         |
| 2013 | Róża                                 | Festiwal Filmowy „War on Screen” w Châlons-en-Champagne                  | Grand Prix                                                                                   |
| 2013 | Róża                                 | The New York Polish Film Festival                                        | Nagroda „Ponad Granicami” im. Krzysztofa Kieślowskiego                                       |
| 2013 | Róża                                 | Koło Piśmiennictwa Filmowego Stowarzyszenia Filmowców Polskich           | Złota Taśma za film polski                                                                   |
| 2013 | Drogówka                             | Stowarzyszenie „Kina Polskie”                                            | Złoty Bilet                                                                                  |
| 2013 | Drogówka                             | Polska Akademia Filmowa                                                  | Orzeł za najlepszy scenariusz                                                                |
| 2014 | Pod Mocnym Aniołem                   | Festiwal Polskich Filmów Fabularnych                                     | Srebrne Lwy                                                                                  |
| 2016 | Wołyń                                | Festiwal Polskich Filmów Fabularnych                                     | Nagroda Festiwali i Przeglądów Filmu Polskiego za Granicą                                    |
| 2017 | Wołyń                                | Polska Akademia Filmowa                                                  | Nagroda Publiczności                                                                         |
| 2017 | Wołyń                                | Polska Akademia Filmowa                                                  | Orzeł za najlepszy film                                                                      |
| 2017 | Wołyń                                | Polska Akademia Filmowa                                                  | Orzeł za najlepszą reżyserię                                                                 |
| 2017 | Wołyń                                | Festiwal Reżyserii Filmowej w Głogowie                                   | Złoty Dzik                                                                                   |
| 2017 | Wołyń                                | Międzynarodowy Festiwal Kina Niezależnego „Off Camera”                   | Nagroda Główna w Konkursie Polskich Filmów Fabularnych                                       |
| 2017 | Wołyń                                | Międzynarodowy Festiwal Filmów Prawosławnych „Silni Duchem” (Krusevac)   | Nagroda Dziennikarzy                                                                         |
| 2017 | Wołyń                                | Międzynarodowy Festiwal Filmów Prawosławnych „Silni Duchem” (Krusevac)   | Nagroda Jury Młodzieżowego                                                                   |
| 2017 | Wołyń                                | Festiwal Filmów Polskich w Los Angeles                                   | Hollywood Eagle Award                                                                        |
| 2017 | Wołyń                                | Festiwal Filmów Polskich „Wisła” w Moskwie                               | Nagroda Główna                                                                               |
| 2017 | Wołyń                                | Gildia Reżyserów Polskich                                                | Nagroda im. Krzysztofa Krauzego                                                              |
| 2017 | Wołyń                                | Seattle Polish Film Festival                                             | Nagroda Viewers Choice Award (2. miejsce)                                                    |
| 2017 | Wołyń                                | Międzynarodowy Festiwal Filmów Historycznych w Waterloo                  | Nagroda Jury Młodzieżowego                                                                   |
| 2017 | Wołyń                                | Zamojski Festiwal Filmowy „Spotkania z Historią”                         | Nagroda „Zamość – Perła Renesansu” dla najlepszego filmu fabularnego o tematyce historycznej |
| 2017 | Wołyń                                | Koło Piśmiennictwa Filmowego Stowarzyszenia Filmowców Polskich           | Złota Taśma za film polski                                                                   |
| 2018 | Kler                                 | Festiwal Polskich Filmów Fabularnych                                     | Nagroda Specjalna Jury                                                                       |
| 2018 | Kler                                 | Festiwal Polskich Filmów Fabularnych                                     | Nagroda Dziennikarzy                                                                         |
| 2018 | Kler                                 | Festiwal Polskich Filmów Fabularnych                                     | Nagroda Publiczności                                                                         |
| 2018 | Kler                                 | Festiwal Polskich Filmów Fabularnych                                     | Nagroda Festiwali i Przeglądów Filmu Polskiego za Granicą                                    |
| 2018 | Kler                                 | Festiwal Polskich Filmów Fabularnych                                     | Don Kichot, Nagroda Polskiej Federacji Dyskusyjnych Klubów Filmowych                         |
| 2018 | Kler                                 | Stowarzyszenie „Kina Polskie”                                            | Brylantowy Bilet                                                                             |
| 2018 | Kler                                 | Festiwal Filmu Polskiego w Ameryce                                       | Nagroda Specjalna Przewodniczącego Komitetu Organizacyjnego Festiwalu                        |
| 2019 | Kler                                 | Festiwal Polskich Filmów Fabularnych                                     | Bursztynowe Lwy                                                                              |
| 2019 | Kler                                 | Polska Akademia Filmowa                                                  | Nagroda Publiczności                                                                         |
| 2019 | Kler                                 | Transilvania International Film Festival w Kluż-Napoce                   | Nagroda FIPRESCI                                                                             |
| 2019 | Kler                                 | Lubuskie Lato Filmowe                                                    | Brązowe Grono                                                                                |
| 2019 | Kler                                 | Gildia Reżyserów Polskich                                                | Nagroda im. Krzysztofa Krauzego                                                              |
| 2019 | Kler                                 | Tarnowska Nagroda Filmowa                                                | Wyróżnienie                                                                                  |
| 2019 | Kler                                 | Koło Piśmiennictwa Filmowego Stowarzyszenia Filmowców Polskich           | Złota Taśma za film polski                                                                   |
| 2020 | Kler                                 | Empik                                                                    | Bestseller Empiku w kategorii filmu polskiego                                                |
| 2021 | Wesele                               | Stowarzyszenie „Kina Polskie”                                            | Srebrny Bilet                                                                                |
| 2021 | Wesele                               | Black Nights Film Festival w Tallinnie                                   | Nagroda za reżyserię                                                                         |
| 2021 | Wesele                               | Black Nights Film Festival w Tallinnie                                   | Nagroda za scenariusz                                                                        |
| 2021 | Wesele                               | Festiwal Polskich Filmów „Ekran” w Toronto                               | Nagroda dla najlepszego filmu                                                                |
| 2021 | Wesele                               | Festiwal Polskich Filmów „Ekran” w Toronto                               | Nagroda za reżyserię                                                                         |
| 2022 | Wesele                               | Polska Akademia Filmowa                                                  | Nagroda Publiczności                                                                         |
| 2022 | Wesele                               | Tarnowska Nagroda Filmowa                                                | Nagroda Publiczności                                                                         |
| 2022 | Wesele                               | Koło Piśmiennictwa Filmowego Stowarzyszenia Filmowców Polskich           | Złota Taśma za film polski                                                                   |

## Ordery i odznaczenia
- Krzyż Kawalerski Orderu Odrodzenia Polski (postanowieniem prezydenta RP Bronisława Komorowskiego z 16 maja 2014 za wybitne zasługi dla polskiej kultury, za osiągnięcia w pracy twórczej i działalności artystycznej; udekorowany 26 maja 2014)[41][42]
- Srebrny Medal „Zasłużony Kulturze Gloria Artis” (2014)[43]